# Di Lăng (thị trấn)
Di Lăng là thị trấn huyện lỵ của huyện Sơn Hà, tỉnh Quảng Ngãi, Việt Nam.
Thị trấn Di Lăng có diện tích 56,92 km², dân số năm 2009 là 8.817 người.

## Hình ảnh

Vòng xoay thị trấn Di Lăng